# Johann Ludwig Hartmann

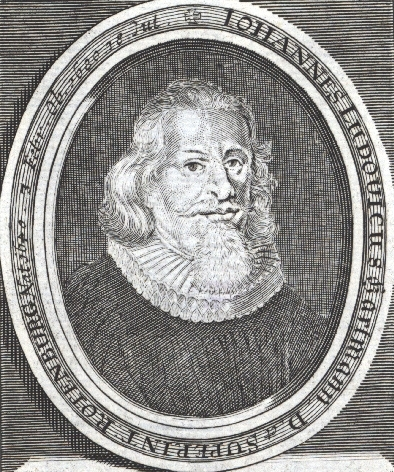
Johann Ludwig Hartmann

Johann Ludwig Hartmann (* 3. Februar 1640 in Rothenburg ob der Tauber; † 18. Juli 1680 ebenda) war ein deutscher lutherischer Theologe und Volksschriftsteller.

## Leben
Er war Sohn des Pfarrers Johann Georg Hartmann und besuchte die Universität Wittenberg, wo er sich den akademischen Grad eines Magisters erwarb. 1660 wurde er Prediger in Spielbach, 1661 Rektor des Gymnasiums in Rothenburg, 1666 Superintendent ebenda. 1670 promovierte er an der Universität Tübingen zum Doktor der Theologie. Seine zahlreichen und bisweilen umfangreichen theologischen Werke in Deutsch und Latein weisen oft auf Missstände im kirchlichen Leben hin. Das Pastorale Evangelicum gilt als eins der bedeutendsten pastoraltheologischen Werke der Lutherischen Orthodoxie. Als Freund und Schwager von Philipp Jacob Spener stand er bis zu seinem Tod mit diesem in Briefwechsel.

## Werkauswahl
- Pastorale Evangelium, s. instructio plenior Ministrorum verbi … 1678; 1697.
- Evangelisches Manuale von den meisten strittigen Religions-Puncten... Rotenburg 1673.
- Evangelischer Glaubens-Grund,... Rotenburg 1674.
- Concilia et colloquia per XVI Saecula habita. Nürnberg 1675.
- Alamode-Teuffel. Rotenburg 1675.
- Läster-Teuffels-Natur, Censur und Cur. Rotenburg 1679.
- Handbuch für Seelsorger. Nürnberg 1680; 1699.